# Сорокина, Елена Геннадьевна
Еле́на Генна́дьевна Соро́кина (род. 6 апреля 1940, Москва) — российская пианистка, музыковед-историк, профессор и заведующая кафедрой истории русской музыки Московской консерватории.
Доктор искусствоведения (1990). Проректор по научной и творческой работе (с 2001 г.), заведующая кафедрой истории русской музыки, профессор кафедры истории русской музыки, профессор кафедры камерного ансамбля и квартета Московской консерватории.
Организатор и первый президент (совместно с А. Г. Бахчиевым) Всесоюзной ассоциации фортепианных дуэтов (1989).
Член Союза композиторов СССР (1985) (с 1992 г. — Союза композиторов РФ). Академик Международной академии творчества. Член редакционного совета издательства «Музыка».
Заслуженный деятель искусств Российской Федерации (1992). Награждена Почетными грамотами Совета министров СССР и Правительства РФ, Министерства культуры СССР и РФ, общества «Знание».

## Биография
1958: окончила с золотой медалью фортепианное и теоретическое отделения Центральной музыкальной школы (класс И. Р. Клячко).
1959—1967: преподавала в Центральной музыкальной школе.
1963: с отличием окончила теоретико-композиторский факультет (класс А. И. Кандинского) Московской консерватории, а в следующем году − фортепианный факультет (класс И. Р. Клячко). Продолжила обучение в аспирантуре на кафедре истории русской и советской музыки (руководитель А. И. Кандинский).
С 1965 г. по наст.вр. работает в Московской консерватории:
1965—1978: преподаватель кафедры истории русской музыки,
1965—1966: чтение лекций по методике преподавания музыкальной литературы и истории музыки в Московском Институте усовершенствования учителей
1969—1978: преподаватель кафедры истории музыки народов СССР,
1979—1984: доцент кафедры истории русской музыки,
1984—1991: и. о. профессора кафедры истории русской музыки,
1992—2011 — заведующая кафедрой истории русской музыки,
2001—2008 — проректор по научной и творческой работе,
с 1991 г. по наст.вр. — профессор кафедры истории русской музыки.
В 1968 г. совместно со своим мужем А. Г. Бахчиевым создала фортепианный дуэт, признанный «Золотым дуэтом России».
1977: защита кандидатской диссертации «Проблемы развития фортепианной сонаты в России» (Московская консерватория).
1989: одна из организаторов Всесоюзной ассоциации фортепианных дуэтов и (совместно с А. Г. Бахчиевым) первый её президент.
1990: защита докторской диссертации «Фортепианный дуэт. История жанра» (Московская консерватория).

## Дискография
Дуэт с А. Г. Бахчиевым (фирма «Мелодия»):
- И. С. Бах, его семья, ученики. Фортепианные дуэты (2 пластинки).
- В. А. Моцарт. Полное собрание записей фортепианных дуэтов (3 пластинки).
- А. Дворжак. Славянские танцы ор. 46 и 72 (2002).
- Ф. Шуберт. Произведения для фортепиано в 4 руки (2003).
- «Музыка и живопись» (С. Бресген, Ш. Вереш, Б. Барток, с ансамблем солистов. Дирижёр Г. Рождественский) (2003).
- Фортепианные дуэты (Ф. Шуберт, Ф. Куперен, К. Дебюсси, Е. Подгайц, С. Рахманинов, Дж. Филд, Ш. Майер, М. Глинка, А. Дворжак, И. Брамс) (2003).
- Piano duet: romantic masterpieces. J. N. Hummel. R. Schumann. A. Rubinstein (2003).
- Музыка Франции (Ж. Бизе, М. Равель, Ж. Массне, Ф. Пуленк, Л. Дюрей, Ж. Оффенбах) (2004)
- Фортепианные дуэты (Б. Барток, В. Лютославский, Дж. Энеску)
- Музыка старой Вены (Э. Штраус, Й. Ланнер, А. Диабелли, Ф. Шуберт, И. Штраус, Э. Зауэр) (2004)